# Adolph Dubs
Adolph Dubs (ur. 4 sierpnia 1920 w Chicago, zm. 14 lutego 1979 w Kabulu) – amerykański dyplomata, ambasador Stanów Zjednoczonych w Kabulu od 13 maja 1978 do 1979. Zginął podczas wymiany ognia i nieudanej próby uwolnienia go z rąk porywaczy.

## Życiorys
Adolph Dubs urodził się w Chicago, w stanie Illinois, USA. W czasie II wojny światowej służył w United States Marine Corps. Pomiędzy styczniem 1973 a marcem 1974 pełnił obowiązki Chargé d’affaires ad interim USA w Moskwie. W 1978 został mianowany ambasadorem Stanów Zjednoczonych w Afganistanie. 14 lutego 1979 został porwany przez maoistowskie ugrupowanie Setem-I-Milli, żądające uwolnienia Barrudina Bahesa – jednego ze swoich przywódców. Tego samego dnia afgańska służba bezpieczeństwa CHAD zlokalizowała porywaczy i przystąpiła do próby odbicia zakładnika. Dubs zginął wkrótce potem podczas wymiany ognia. CIA podejrzewało, iż cała akcja została zainspirowana przez radzieckie KGB, nie mając jednak konkretnych dowodów. Wydarzenie spowodowało iż Stany Zjednoczone zrezygnowały z utrzymywania swojego ambasadora w Afganistanie aż do roku 2002, tuż po likwidacji Talibanu, która nastąpiła wskutek amerykańskiej interwencji w 2001. Wtedy to został mianowany na to stanowisko Robert Finn.
Adolph Dubs został pochowany na Narodowym Cmentarzu w Arlington.